# École de Berlin (musique électronique)
Pour les articles homonymes, voir École de Berlin.
L'école de Berlin de musique électronique (allemand : Berliner Schule)  est un mouvement de musique électronique qui a émergé dans les années 1970 en se démarquant du krautrock qui était alors le genre en vogue pour les artistes allemands au tout début de la décennie. L'école de Berlin est nommée ainsi parce que la plupart de ses premiers acteurs étaient installés à Berlin-Ouest, en Allemagne de l'Ouest. Elle est formée par des artistes et des groupes comme Klaus Schulze, Tangerine Dream et Ash Ra Tempel.
La musique de cette école sera classée plus tard comme une branche de la musique new age ou de l'ambient, genres postérieurs qui lui doivent beaucoup. L'identification du genre avec la musique planante et cosmique le distingue de la musique de l'école de Düsseldorf (en), plus percussive et rythmique, avec Can, Cluster, Kraftwerk et Neu!. Ces derniers groupes ont plutôt influencé la synthpop et la techno, tandis que l'école de Berlin est à la source de l'ambient, de l'electronica, du new age et de la trance.

## Genre musical
Les morceaux de l'époque sont en général très longs. Ils peuvent durer plus de 20 minutes et atteindre la demi-heure, tant qu'il y a de la place pour la gravure d'une face de 33 tours en vinyle. Rubycon, de Tangerine Dream, est une œuvre se développant lentement sur 2 faces (deux parties). Les thèmes musicaux se répètent, avec des structures (« séquences ») qui se transforment de façon continue, tout en laissant une grande place à l'improvisation, le tout mis en relief par des solos et des sons aériens.
Une particularité du style est le recours à des bruits de synthétiseur et aux sons de mellotron. Dans les œuvres qui préfigurent le genre, comme Cyborg de Klaus Schulze, les effets de toutes sorte (distorsion, écho, etc.) sont largement utilisés pour transformer des sons ordinaires. Puis apparaissent les synthétiseurs analogiques qui permettent directement de générer des sonorités originales et puis bien plus tard les synthétiseurs numériques qui élargissent encore l'éventail des sonorités possibles. Si à l'origine en studio il était déjà possible d'obtenir des séquences en créant des boucles sur magnétophone, c'est l'arrivée du séquenceur qui permettra de réellement créer et développer des morceaux autour de séquences. Une autre caractéristique de cette musique est le niveau d'improvisation et d'expérimentation spontanée tout en jouant, comme la modulation du timbre, les transpositions de tonalité et l'utilisation de d'effets (principalement de la chambre d'écho) y compris dans la métrique. Parfois des œuvres sont associées à l'école de Berlin malgré la non-utilisation de synthétiseurs en raison de l'impression générale qui s'en dégage. C'est le cas pour l'album Samtvogel (1974) dans lequel Günter Schickert (de) utilise uniquement des sons de guitare manipulés par des effets, ou pour l'album Inventions for Electric Guitar (en) dans lequel Manuel Göttsching exécute à la main sur sa guitare électrique des séquences soutenues à grand renfort de pédales d'effet.
La musique de l'école de Berlin partage avec la musique minimaliste bien des caractéristiques : l'utilisation de la répétition, le recours aux instruments électroniques, la présence de la tonalité et les décalages progressifs. La musique est parfois liée à des recherches visuelles, comme dans la Linzer Stahlsymphonie de Klaus Schulze (1980), accompagnée d'images d'une aciérie. Plusieurs films s'accompagnent de cette musique, comme Body Love, célèbre film pornographique de Lasse Braun, ou Le Berceau de cristal, film underground de Philippe Garrel.

## Représentants
Parmi les albums les plus représentatifs du style, on peut citer Phaedra (1974), Rubycon et Ricochet (1975) de Tangerine Dream, Timewind (1975) et Moondawn (1976) de Klaus Schulze, Join Inn (1973) et New Age of Earth (en) (1976) par Ash Ra Tempel (Manuel Göttsching), et Departure from the Northern Wasteland (en) (1978) de Michael Hoenig.
Les racines plongent dans le rock allemand, par exemple Malesch de Agitation Free (1972). La transition depuis de longs blues, en associant guitare et batterie à des effets électroniques nouveaux pour l'époque se voit sur des albums comme ceux des Cosmic Jokers, un supergroupe regroupant des musiciens de l'école de Berlin. Parmi les représentants de l'école de Berlin on note les musiciens Bernd Kistenmacher, Mario Schönwälder, Detlef Keller et Thomas Fanger.